# Jos Hoevenaers
Joseph "Jos" Hoevenaers (Antuérpia, 30 de novembro de 1932 - Wilrijk, 14 de junho de 1995) foi um ciclista belga, profissional entre os anos 1956 e 1967, durante os quais conseguiu 30 vitórias. Seu pai Henri também foi ciclista profissional.
No ano 1960 vestiu a maglia rosa durante oito dias no Giro d'Italia, ainda que finalmente terminou cedendo-a a Jacques Anquetil, vencedor final da prova. Hoevenaers terminou em 5ª posição. Também vestiu o maillot amarelo do Tour de France durante quatro dias, um em 1958 e três em 1959, edição esta última na que terminou em 8ª posição na classificação geral final.
Entre os postos de honra mais destacados podem citar-se a 3ª posição na Burdeus-Paris de 1958, um 2º posto na Gante-Wevelgem de 1959, a 3ª posição na general do Volta à Romandia 1960, ser 2º na 1ª etapa do Tour de France de 1960 e a 3ª praça no Giro de Lombardia de 1964.

## Palmarés
1957
- 1 etapa da Volta à Catalunha

1958
- Roma-Napoles-Roma

1959
- Flecha Valona

1961
- 3º no Campeonato da Bélgica em Estrada
- Schaal Sels

1962
- 3º no Campeonato do Mundo em Estrada

1964
- Scheldeprijs Vlaanderen